# Бартель, Марта
Марта Бартель (пол. Marta Bartel) (девичья фамилия Пшездзецкая (пол. Przeździecka), 20 мая 1988 года, Замбрув, Ломжинское воеводство, ПНР) — польская шахматистка, гроссмейстер среди женщин (2009 год).

## Биография
Начиная с 2000 года неоднократно участвовала в юниорских первенствах Польши. Первый успех пришёл в 2004 году, когда она завоевала серебряную медаль среди девушек до 16 лет на первенстве в Лебе. В том же году представляла Польшу на первенстве Европы среди девушек до 16 лет и заняла там 5 место.
В 2005 году завоевала бронзовую медаль на чемпионате Польши среди девушек до 20 лет в Сьроде-Велькопольской. В том же году впервые участвовала в финальной части женского чемпионата Польше в Сувалках.
Особенно удачным был для неё 2006 год. Сначала она произвела сенсацию, разделив 1-2 места на женском чемпионате Польши в Тшебине (в дополнительном матче уступила золотые медали Иоланте Завадской. Затем успешно выступила на женском чемпионате Европы в Кушадасы, заняв там 15 место (из 96 участников) и став лучшей из польских участниц.
В 2012 году на студенческом чемпионате мира в Гимарайнше завоевала серебряную медаль в командном зачёте. В 2014 году в Катовицах завоевала бронзовую медаль в академическом чемпионате Польши.

### Выступления за сборную Польши
- На шахматных олимпиадах 2006, 2008 и 2014 года[4] — индивидуальная серебряная медаль на 4 доске в 2014 году[5].
- На командных чемпионатах мира 2007 и 2015 годов — индивидуальная золотая медаль на 5 доске в 2007 году.
- На командных чемпионатах Европы 2007 и 2013 (запасная) года — командное серебро 2007 года.

## Семья
Её сестра-близнец Ева Пжезджецка тоже шахматистка, мастер ФИДЕ по шахматам.
В 2013 году Марта вышла замуж за польского гроссмейстера Матеуша Бартеля.

## Изменения рейтинга
| Графики недоступны из-за технических проблем. См. информацию на Фабрикаторе и на mediawiki.org. |